# Edward Chiera
Edward Chiera (Roma, 5 agosto 1885 – Chicago, 20 giugno 1933) è stato un archeologo italiano naturalizzato statunitense.
Nato a Roma nel 1885, Chiera si formò come teologo al Crozer Theological Seminary (B.D. 1911, Th.M. 1912). Completò il dottorato all'Università della Pennsylvania nel 1913, dove rimase come insegnante fino al 1927, quando lasciò l'università ed entrò a far parte dell'Oriental Institute dell'Università di Chicago.
Chiera fu Annual Professor all'American Schools of Oriental Research (ASOR) a Baghdad tra il 1924 e il 1925. Durante quel periodo condusse scavi archeologici nell'antica Nuzi, vicino a Kirkuk, Iraq, su invito di Gertrude Bell e sponsorizzato dal Museo nazionale iracheno. La sua scoperta e decifrazione delle Tavolette di Nuzi furono importanti successi archeologici.
Preminente studioso di linguaggi cuneiformi, Chiera divenne responsabile del Progetto Chicago Assyrian Dictionary, un monumentale progetto che iniziò nel 1921 per finire ben 85 anni dopo. Chiera fu inoltre curatore del Museo dell'Oriental Institute, per il quale arricchì le collezioni con importanti acquisizioni e con i frutti delle sue scoperte.
Chiera diresse gli scavi dell'Oriental Institute a Khorsabad, vicino a Mosul, in Iraq tra il 1928 e il 1929 sempre con estremo successo: venne scavato il sito dell'antico palazzo di Sargon II. Vennero ritrovati importanti reperti assiri, compresa la statua di un colossale Lamassu posto di guardia all'entrata del palazzo. Continuò come direttore di scavo per l'ASOR nel 1931, in una spedizione congiunta tra ASOR e Università di Harvard.